# Here Comes the Indian
Here Comes the Indian – czwarty album studyjny baltimorskiej grupy Animal Collective, wydany 17 czerwca 2003. Według członków zespołu, album ten został stworzony w czasie, gdy relacje między nimi były napięte i skomplikowane, zatem nazwali go albumem przy którym "dawali czadu". Jest to także pierwszy album, który nosi nazwę zespołu. Przed Indian albumy sygnowane były jedynie nazwiskami tych, którzy brali udział w ich powstaniu.
Here Comes the Indian to pierwszy album, w którym wszyscy czterej członkowie grupy grają razem, choć w ich poprzednim albumie, Campfire Songs, Geologist był obecny przy nagrywaniu.

## Nagrywanie
Album został nagrany na żywo w ciągu trzech dni. Avey Tare, który jako jedyny grał na gitarze, grał na niej z efektem opóźnienia aby stworzyć zdwojony, pełniejszy dźwięk. Grupa się też na silne przetworzenie dźwięku poprzez różne efekty, używając syntezatora Roland SH-2 oraz vocodera. Avey i Panda Bear nagrali wokal w domu Aveya na Mini Disc a następnie dodali go do utworów wraz z fortepianowymi pętlami stworzonymi przez Aveya. Obróbka albumu trwała trzy do czterech dni.
W okresie ostatnich przygotowań do sesji nagrywania członkowie zespołu doświadczali trudnego czasu. Po wszystkich kłopotach na trasie i wśród grupy, Brian Weitz (Geologist) zdecydował opuścić zespół na rok aby wstąpić do szkoły w Arizonie. Według niego nagrywanie albumy było "absolutnym jądrem ciemności. (...) Właśnie dlatego album brzmi tak gorączkowo i chaotycznie. To było staranie się by wpakować całą tę dziwną energię na jedno nagranie".

## Lista utworów[1]
| Nr | Tytuł utworu            | Długość |
| -- | ----------------------- | ------- |
| 1. | „Native Belle”          | 3:52    |
| 2. | „Hey Light”             | 5:41    |
| 3. | „Infant Dressing Table” | 8:35    |
| 4. | „Panic”                 | 4:48    |
| 5. | „Two Sails on a Sound”  | 12:20   |
| 6. | „Slippi”                | 2:49    |
| 7. | „Too Soon”              | 6:27    |
|    |                         | 44:32   |

## Ark
Jest to wczesny miks albumu, który można znaleźć w Internecie (chociaż nie jest komercyjnie dostępny). Większość linii wokalnych nie została jeszcze dodana, gitara jest bardziej słyszalna a nazwy i porządek utworów są odmienne niż w ogólnodostępnej wersji. Także przejścia między utworami są inne.
| Nr | Tytuł utworu              | Długość |
| -- | ------------------------- | ------- |
| 1. | „Too Soon”                | 7:01    |
| 2. | „Native Bell”             | 3:56    |
| 3. | „Daylight”                | 7:03    |
| 4. | „Chant”                   | 5:26    |
| 5. | „Two Sails”               | 5:26    |
| 6. | „Slippi”                  | 2:55    |
| 7. | „Infinite Dressing Table” | 10:51   |
|    |                           | 42:38   |

## Twórcy
- Avey Tare
- Panda Bear
- Geologist
- Deakin